# Метод опроса
Ме́тод опро́са — психологический вербально-коммуникативный метод, заключающийся в осуществлении взаимодействия между интервьюером и респондентами (людьми, участвующими в опросе), посредством получения от субъекта ответов на заранее сформулированные вопросы. Иными словами, опрос представляет собой общение интервьюера и респондента, в котором главным инструментом выступает заранее сформулированный вопрос.

## Общие сведения
Опрос можно рассматривать как один из самых распространённых методов получения информации о субъектах — респондентах опроса. Опрос заключается в том, что респонденту задают специальные вопросы, ответы на которые позволяют исследователю получить необходимые сведения в зависимости от задач исследования. К особенностям опроса можно причислить его массовость, что вызвано спецификой задач, которые им решаются. Массовость обуславливается тем, что психологу, как правило, требуется получение сведений о группе индивидов, а не изучение отдельного представителя.
Опросы разделяют на стандартизированные и нестандартизированные. Стандартизированные опросы можно рассматривать как строгие опросы, дающие прежде всего общее представление об исследуемой проблеме. Нестандартизированные опросы менее строгие в сравнении со стандартизированными, в них отсутствуют жёсткие рамки. Они позволяют варьировать поведение исследователя в зависимости от реакции респондентов на вопросы.
При создании опросов сначала формулируют программные вопросы, соответствующие решению задачи, но которые доступны для понимания лишь специалистам. Затем эти вопросы переводятся в анкетные, которые сформулированы на доступном неспециалисту языке.

## Виды опросов
В зависимости от целей классификации различными авторами выделаются различные критерии классификации опросов:
- по целевым группам и генеральным совокупностям
- по темам опросов
- по тому, кто проводит и кто финансирует опрос
- по способам коммуникации
- по количеству опросов в рамках одного исследования
- по охвату
- по поставленной цели

### Классификация по способам коммуникации[2]
- интервью
- самозаполнение

### Классификация по количеству опросов[2]
- одномоментный
- продолженный
- панельный
- лонгитюдный
- мониторинговый

### Классификация по охвату[2]
- региональный
- национальный
- межнациональный
- международный

### Классификация по способу взаимодействия с респондентом
- Личные опросы. Проведение таких опросов проходит при прямом контакте исследователя с респондентом.
- Дистанционные опросы. Проведение таких опросов возможно при опосредованном участии исследователя, либо же вовсе без его участия.

Одними из наиболее активно используемых в современном мире дистанционных методов являются телефонный или интернет-опрос.

### Иные свойства, методы и варианты опроса
- Анкетирование
- Метод лестницы
- Свободный
- Устный
- Письменный
- Стандартизированный

Интервью относят как и к методу опроса, так и к методу беседы.

## Вопросы

### Правила составления вопросов
- Каждый вопрос должен быть логичным и отдельным.
- Запрещено употребление малораспространённых, малопонятных слов и специальных терминов.
- Вопросы должны быть краткими.
- При необходимости вопрос может сопровождаться пояснением, но сама формулировка должна оставаться лаконичной.
- Вопросы должны быть конкретными, а не абстрактными.
- Вопросы не должны содержать подсказку. Если в нём упомянуты возможные варианты ответов, то их список следует дать полным.
- Формулировка вопроса должна предотвратить получение шаблонных ответов.
- Вопрос не должен принуждать респондентов к неприемлемым для них ответам.
- Язык вопросов не должен вызывать отвращение (к примеру, быть слишком экспрессивным).
- Недопустимы вопросы суггестивного (внушающего) характера.

### Виды вопросов в соответствии с решаемыми задачами
- Закрытые — открытые
  - Закрытые (структурированные) вопросы предполагают выбор ответа из списка. Закрытые вопросы могут быть дихотомическими («да/нет») или же с множественным выбором, то есть предоставлять более двух вариантов ответа. Ответы на закрытые вопросы легко поддаются обработке; недостатком же можно считать высокую вероятность необдуманности ответов, случайный их выбор, автоматизм у респондента.
  - Открытые (неструктурированные) вопросы оправданы на стадии проб, пилотажа, определения области исследования и в качестве контроля. Ответы на открытый вопрос позволяют выявить динамику мнений, оценок, настроений, ценностных ориентаций и пр. Например: «Что Вы включаете в понятие „хороший сервис“»?

При обработке открытых вопросов можно столкнуться с определенными трудностями: проблемы с кодированием и занесением в таблицы; проблемы с отсутствием ответов, высказанные мнения и оценки респондента могут быть связаны с какими-то неизвестными исследователям рамками сравнений.
- Субъективные — проективные
  - Субъективные вопросы спрашивают респондента об его отношении к чему-либо или о его поведении в определённой ситуации.
  - Проективные вопросы спрашивают о третьем лице, не указывая на респондента.

По материалам: Никандров В. В. Вербально-коммуникативные методы в психологии. СПб.: Речь, 2002.

## Ошибки и Неточности

### Неполучение ответов
Многие люди не отвечают на звонки незнакомцев или отказываются отвечать на вопросы, и из-за этого опросы населения могут быть не репрезентативными, появляется так называемая погрешность неполучения ответов (non-response bias). Из-за ошибки отбора характеристики тех, кто согласился пройти опрос и тех, кто отказался могут значительно отличаться. То есть, фактически выборка является предвзятой. В этих случаях, предвзятость вводит новые ошибки, в дополнение к ошибкам, вызванным размером выборки. Ошибка из-за смещения не становится меньше с большими размерами образца, так как принимая больший размер выборки, интервьюер повторяет ту же ошибку, только в более широком масштабе. Если люди, которые отказываются отвечать, имеют те же характеристики, что и люди, которые дают ответ, то окончательные результаты должны быть беспристрастными. Если люди, которые не отвечают, имеют другое мнение, то это приводит к смещению в результатах.

### Ошибки в ответах (Response bias)
На результаты исследования путём опроса могут значительно повлиять ответы, которые не отражают истинных убеждений респондентов. Это может быть спровоцировано неправильной формулировкой вопросов, вопросами некорректного или личного характера, что не позволяет респондентам дать хороший репрезентативный ответ. К тому же респонденты могут специально делать какие-либо ошибки, пытаясь намеренно манипулировать результатами опроса. Так же респондент может чувствовать себя под социальным давлением, которое не позволяет ему дать непопулярный ответ, и он отвечает так, как этого требует социум, что так же ведет к неэффективным результатам.

### Неправильные формулировки вопросов
Хорошо известно, что формулировки вопросов, порядок, в котором они задаются, число и формы альтернативных ответов могут оказать значительное влияние на результаты опроса. Распространенный метод для контроля этой погрешности заключается в том, чтобы использовать в опросном листе несколько вариантов одного и того же вопроса или создавать столько вопросов, сколько необходимо, чтобы охватить все аспекты проблемы и покрыть неточности.

### Неправильный охват зоны наблюдения
Повлиять на результат опроса также может неправильная выборка. Здесь идет речь о том, что выбирая людей для своего опроса, нужно пытаться охватить как можно больше разных людей по качественным признакам, таких как пол, возраст, уровень дохода и так далее. В ином случае говорят, что выборка нерепрезентативна.